# Sclerophrys superciliaris
El gripau Sclerophrys superciliaris també conegut com a gegant africà, gripau de Congo, o gripau del Camerun és una espècie de gripau de la familia dels bufònids
Va ser descrit com Bufo superciliaris per George Albert Boulenger el 1888. Va ser reclassificat el 2006 en el gènere Amietophrynus i finalment el 2016 va ser classificat en el gènere del Sclerophrys. L'epítet llati superciliaris significa «que té celles pronunciades».

## Taxonomia
El gripau gegant africà és dins d'un complex d'espècie. Tot i que es troba a l'Àfrica occidental i la central, no esta establert en una única àrea d'ocupació sino que ocorre en diverses poblacions separades. S'ha proposat que aquesta espècie es dividis en tres taxonomies diferens: dues subespècies i una espècie nova. La subespècie proposada és Amietophrynus superciliaris superciliaris, que només habita als boscos Guineans més baixos occidentals que s'estenen per la costa oriental del golf de Guinea des de Benín oriental i atravesant Nigèria, Camerun i Guinea Equatorial, i Amietophrynus superciliaris chevalieri, dels boscos Guineans Superiors de Sierra Leone, Guinea, Liberia, Costa d'Ivori i Ghana. L'espècie nova, Amietophrynus channingi, en la part oriental de la República Democràtica de Congo.

## Descripció
El gripau gegant africà és una espècie de gran volum amb un cos robust en forma de ample ovoide. Té un musell curt, una corona llisa i els costats del cap són gairebé verticals. Els ulls són propers l'un a l'altre i la parpella superior té una vora punteguda dibuixada en projecció triangular. El timpà és de mida normal però les paròtides són grans. El primer dit de la mà és més llarg que el segon dit, els mascles tenen una mena de buata o coixí als primers dos dits. A les potes del darrere els dits són curts i parcialment en forma de mà estesa. La pell del darrere és o bé llisa o amb algunes berrugues petites. La part superior del cap i el cos és de color marró pàl·lid, groguenc o rosat. Entre els ulls i hi ha una marca negre en forma de V que apunta cap enrere i de vegades hi ha un o més parelles de taques fosques en la part del darrere. Hi ha de vegades una ratlla prima, pàl·lida, que corre al llarg del dors. Els costats del cap i el cos són considerablement més foscos que les parts superiors. Les parts inferiors són grises amb taques blanques i hi ha una línia blanca prima bordejant la mandíbula més baixa. Les potes tenen ratlles fosques grises sobre un fons marronós i el darrere de les cuixes, i de vegades als flancs, el color és vermell brillant. L'efecte combinat d'aquesta coloració és per fer que el gripau s'assembli a una fulla morta per camuflatge quan es troba entre el les fulles mortes en el terra del bosc. L'espècie nova difereix de les dues subespècies en que la part posterior de l'abdomen té un color més fosc, la línia al llarg del dors és fosca i les parpelles tenen l'extrem menys-puntegut. Aquesta nova espècie també és diferent del les dues subespècies en termes genètics. Hi ha un 2,2 a 2,8% de variació en el gen 16S rRNA, gen utilitzat per investigació, mentre que les subespècies són genèticament més similars l'una amb l'altre (0,9 a 1,1%) que qualsevol d'elles ho és a l'espècie nova (Amietophrynus channingi). Amietophrynus superciliaris chevalieri és la subespècie més grossa amb mascles adults amb una longitud des de morro al recte de 127 mm mentre L'Amietophrynus superciliaris superciliaris és de 109 mm. L'espècie també és més curta amb 109 mm. Les femelles són força més grosses que els mascles.

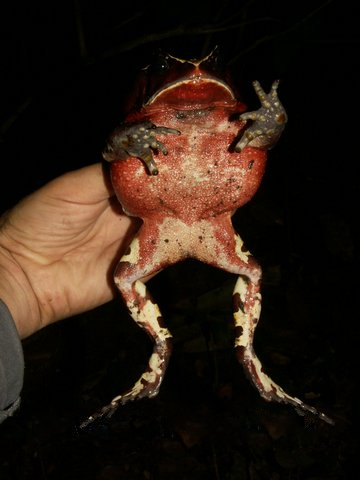
Bufo superciliaris04

## Distribució i hàbitat
El gripau gegant africà és natiu a Àfrica Central i a l'Àfrica occidental. En la part més a l'oest es troba més rarament i és més freqüent en boscos primaris propers a rius. Més a l'est es troba en ambdós boscos primaris i secundaris, en matossars espessos i en plantacions de cocoters. Aquí és més nombrós però segueix essent escàs. Ja que aquesta espècie és nocturna i a causa de la seva coloració és tan difícil d'albirar, pot que sigui ser molt més comú que el que actualment es pensa.
Se'l troba a Camerun, a la República Centreafricana, a la República del Congo, a la República Democràtica del Congo, a la Costa d'Ivori, a la Guinea Equatorial, a Gabon, a Ghana, a Nigèria, possiblement també a Libèria, i possiblement també a Sierra Leone.
És una espècie qualificada com risc mínim tot i se'n destrueixen molts hàbitats naturals.

## Biologia
Actualment es coneix poc sobre la biologia del gripau gegant africà. La reproducció probablement té lloc a l'estació seca, de gener a març. Els ous els ponen en corrents d'aigua en àrees relativament tranquil·les, la femella probablement diposita les fileres llargues d'ous que van embolicant amb vegetació per protegir-los. A gener es veuen exemplar joves a Nigèria, per març al Camerun, i gripaus joves de menys longitud de 40 mm s'han pogut observar a febrer i a mesos entre maig i octubre en altres parts de la regió. S'alimenten probablement d'invertebrats agafats pel gripau entre les fulles o en l'aigua. Aquest gripau és conegut per alimentar-se de formigues i en captivitat menja cargols, insectes, altres granotes i capgrossos.